# 亚历山大·阿契本科
亚历山大·波菲羅維奇·阿契本科（Олександр Порфирович Архипенко；1887年5月30日—1964年2月25日) ，是乌克兰裔美籍前卫藝術家、雕塑家、平面艺术家，活跃于法国和美国。 亞歷山大是將立體主義帶入雕塑的先驅者，將人體劃分成數個幾何形狀。

## 生平
1887年，亞歷山大出生于俄罗斯帝国治下的基辅，是尤金·阿契本科的弟弟。
1902年至1905年間，亞歷山大就读於基辅艺术学校 (KKhU) 。 1906年，亞歷山大在谢里·斯韦托斯拉夫斯基門下继续艺术教育。同年稍晚，與亞歷山大·博戈馬佐夫共同舉辦展覽。隨後，亞歷山大搬到莫斯科，在當地一些团体展览中展出作品。
1908年，亞歷山大搬到巴黎， 旋即進入美術學院（École des Beaux-Arts） ，但在數周後離開。 他與其他乌克兰流亡藝術家，如弗拉基米尔·巴拉诺夫·罗西、索尼婭·德勞內、内森‧亞里特曼等人，居住在巴黎藝術村蜂之巢。1910年後，在獨立沙龍、秋季沙龍，與其他藝術家舉辦共同展覽，如亚历山德拉·埃克斯特、卡济米尔·马列维奇、瓦迪姆·梅勒、索尼婭·德勞內、喬治·布拉克、安德烈·德兰等人。
1912年，亞歷山大在德国哈根奧斯特豪斯博物館舉行個人展覽。1912年至1914年間，亞歷山大任教於巴黎自己開辦的艺术学校。
亞歷山大的四件立体主义雕塑，包括《家庭生活》及5件畫稿，出现在1913年纽约有爭議的國際現代藝術展。 《纽约世界報》刊載這些作品的漫畫。
1914年，亞歷山大搬到法國尼斯。1920年，亞歷山大参加意大利的第12屆威尼斯雙年展（Twelfth Biennale Internazionale dell'Arte di Venezia）。1921年，亞歷山大在柏林開辦藝術學校。1922年,亞歷山大与亚历山德拉·埃克斯特、卡济米尔·马列维奇、所罗门·尼克里廷、埃尔·利西茨基等，一起参加柏林範迪門画廊的第一次俄罗斯艺术展览。
1923年，亞歷山大移民美国。 1929年，亞歷山大取得美国公民。 1933年，亞歷山大參加芝加哥的世界博覽會，為烏克蘭館取得成功。亞歷山大作品估價高達25,000美元。 
1936年，亞歷山大参加纽约的《立體主義與抽象藝術》展，以及在欧洲的無數展覽。1962年，亞歷山大选入美国艺术和文学院
1964年2月25日，在纽约，亞歷山大去世。 身後，葬於纽约布朗克斯的伍德勞恩公墓。

## 影響
亚历山大·阿契本科，與匈牙利裔法籍雕塑家約瑟夫·恰基，在巴黎的首场公开展覽，展現出立體主義藝術；繼畢卡索之後，在1910年與1911年的獨立沙龍與秋季沙龍，於三維空間中展現立體主義風格。  亞歷山大放棄同时代流行的新古典雕塑，使用侧面和负空间创造一种人類形象的觀看方式，同時呈現主體的许多观点。 亞歷山大引入雕塑空白（sculptural voids）而闻名。在整个职业生涯中，创造性地混合了各種藝術種類：设计「雕塑绘画」（sculpto-paintings），使用壓克力和陶瓦等材料进行实验性創作。受到畢卡索與喬治·布拉克影響，亞歷山大透過〈梅德拉諾系列〉（Medrano）將拼貼畫介紹給更廣泛的觀眾。
雕塑家Ann Weaver Norton在亞歷山大門下學習多年。

### 延伸阅读
- Michaelsen, Katherine J.; Nehama Guralnik. . National Gallery of Art, The Tel Aviv Museum. 1986.
- Karshan, Donald H. (编). . Smithsonian Institution Press. 1969.